# فريدريك أغسطس دي زنغ
فريدريك أغسطس دي زنغ (بالإنجليزية: Frederick Augustus de Zeng)‏ هو شخصية أعمال أمريكي، ولد في 1756 في درسدن في ألمانيا، وتوفي في 26 أبريل 1838 في كلايد في الولايات المتحدة.